# Calamocha (kommunhuvudort)
Calamocha är en kommunhuvudort i Spanien.   Den ligger i provinsen Provincia de Teruel och regionen Aragonien, i den östra delen av landet, 210 km öster om huvudstaden Madrid. Calamocha ligger 891 meter över havet och antalet invånare är 4 313.
Terrängen runt Calamocha är kuperad åt nordost, men åt sydväst är den platt. Calamocha ligger nere i en dal. Runt Calamocha är det mycket glesbefolkat, med 3 invånare per kvadratkilometer. Calamocha är det största samhället i trakten. Trakten runt Calamocha består till största delen av jordbruksmark.